# Hopman Cup 1993
De Hopman Cup 1993 werd gehouden van zaterdag 2 tot en met zaterdag 8 januari 1993 op de hardcourtbinnenbanen van de Burswood Entertainment Complex in de Australische stad Perth.
Het toernooi was een eliminatietoernooi gespeeld met twaalf teams. Waarbij er acht teams geplaatst waren, de top vier was vrijgeloot in de eerste ronde

## Deelnemers naar ranglijstpositie
| nr. | land             | team                                         | WTA+ATP- rang1 | resultaat    |
| --- | ---------------- | -------------------------------------------- | -------------- | ------------ |
| 1.  | Duitsland        | Steffi Graf / Michael Stich                  |                | winnaars     |
| 2.  | Tsjechië         | Jana Novotná / Petr Korda                    |                | halve finale |
| 3.  | Spanje           | Arantxa Sánchez / Emilio Sánchez             |                | finale       |
| 4.  | Verenigde Staten | Mary Joe Fernández / MaliVai Washington      |                | kwartfinale  |
| 5.  | Frankrijk        | Nathalie Tauziat / Guy Forget                |                | halve finale |
| 6.  | Zuid-Afrika      | Amanda Coetzer / Wayne Ferreira              |                | eerste ronde |
| 7.  | Oostenrijk       | Judith Wiesner / Thomas Muster               |                | eerste ronde |
| 8.  | Zwitserland      | Manuela Maleeva-Fragniere / Claudio Mezzadri |                | kwartfinale  |
| -   | Australië        | Nicole Provis / Wally Masur                  |                | kwartfinale  |
| -   | Israël           | Anna Smashnova / Amos Mansdorf               |                | eerste ronde |
| -   | Japan            | Kimiko Date / Yasufumi Yamamoto              |                | eerste ronde |
| -   | Oekraïne         | Natalia Medvedeva / Andrej Medvedev          |                | kwartfinale  |

## Spelregels
In dit toernooi bestaat een landenontmoeting uit drie partijen (rubbers): in het vrouwenenkelspel, mannenenkelspel en gemengd dubbelspel. De partijen werden gespeeld om twee-uit-drie sets. Het gemengd dubbelspel werd als derde partij gespeeld. Indien de ontmoeting als beslist was werd het dubbelspel vervangen door een set tot 8 games.

## Speelschema

### Eliminatiefase
| Eerste ronde | Eerste ronde | Eerste ronde |  |  | Kwartfinale | Kwartfinale      | Kwartfinale |  |  | Halve finale | Halve finale | Halve finale |  |  | Finale | Finale    | Finale |
|              |              |              |  |  |             |                  |             |  |  |              |              |              |  |  |        |           |        |
|              |              |              |  |  |             |                  |             |  |  |              |              |              |  |  |        |           |        |
|              |              |              |  |  | 1           | Duitsland        | 2           |  |  |              |              |              |  |  |        |           |        |
| 7            | Oostenrijk   | 1            |  |  |             | Oekraïne         | 1           |  |  |              |              |              |  |  |        |           |        |
|              | Oekraïne     | 2            |  |  |             |                  |             |  |  | 1            | Duitsland    | 2            |  |  |        |           |        |
|              |              |              |  |  |             |                  |             |  |  | 5            | Frankrijk    | 1            |  |  |        |           |        |
|              |              |              |  |  | 4           | Verenigde Staten | 1           |  |  |              |              |              |  |  |        |           |        |
| 5            | Frankrijk    | 3            |  |  | 5           | Frankrijk        | 2           |  |  |              |              |              |  |  |        |           |        |
|              | Israël       | 0            |  |  |             |                  |             |  |  |              |              |              |  |  | 1      | Duitsland | 2      |
|              | Japan        | 1            |  |  |             |                  |             |  |  |              |              |              |  |  | 3      | Spanje    | 1      |
| 8            | Zwitserland  | 2            |  |  | 8           | Zwitserland      | 0           |  |  |              |              |              |  |  |        |           |        |
|              |              |              |  |  | 3           | Spanje           | 3           |  |  |              |              |              |  |  |        |           |        |
|              |              |              |  |  |             |                  |             |  |  | 3            | Spanje       | 2            |  |  |        |           |        |
|              | Australië    | 3            |  |  |             |                  |             |  |  | 2            | Tsjechië     | 1            |  |  |        |           |        |
| 6            | Zuid-Afrika  | 0            |  |  |             | Australië        | 1           |  |  |              |              |              |  |  |        |           |        |
|              |              |              |  |  | 2           | Tsjechië         | 2           |  |  |              |              |              |  |  |        |           |        |
|              |              |              |  |  |             |                  |             |  |  |              |              |              |  |  |        |           |        |

### Eerste ronde

#### Oostenrijk– Oekraïne
| Vlag van Oostenrijk | Oostenrijk 1 | Perth, Australië januari 1993 hardcourt (i) | Perth, Australië januari 1993 hardcourt (i) | Perth, Australië januari 1993 hardcourt (i) | Oekraïne 2 | Vlag van Oekraïne |

|   |                                                                    |                                                                    | 1   | 2   | 3   |  |
| - | ------------------------------------------------------------------ | ------------------------------------------------------------------ | --- | --- | --- |  |
| 1 | Judith Wiesner Natalia Medvedeva                                   | Judith Wiesner Natalia Medvedeva                                   | 6 2 | 6 1 |     |  |
| 2 | Thomas Muster Andrej Medvedev                                      | Thomas Muster Andrej Medvedev                                      | 4 6 | 6 7 |     |  |
| 3 | Judith Wiesner / Thomas Muster Natalia Medvedeva / Andrej Medvedev | Judith Wiesner / Thomas Muster Natalia Medvedeva / Andrej Medvedev | 5 7 | 6 3 | 2 6 |  |

#### Frankrijk - Israël
| Vlag van Frankrijk | Frankrijk 3 | Perth, Australië januari 1993 hardcourt (i) | Perth, Australië januari 1993 hardcourt (i) | Perth, Australië januari 1993 hardcourt (i) | Israël 0 | Vlag van Israël |

|   |                                                             |                                                             | 1   | 2   | 3   |  |
| - | ----------------------------------------------------------- | ----------------------------------------------------------- | --- | --- | --- |  |
| 1 | Nathalie Tauziat Anna Smashnova                             | Nathalie Tauziat Anna Smashnova                             | 6 1 | 6 0 |     |  |
| 2 | Guy Forget Amos Mansdorf                                    | Guy Forget Amos Mansdorf                                    | 6 2 | 6 7 | 7 6 |  |
| 3 | Nathalie Tauziat / Guy Forget Amos Mansdorf / Amos Mansdorf | Nathalie Tauziat / Guy Forget Amos Mansdorf / Amos Mansdorf | 8 1 |     |     |  |

#### Japan - Zwitserland
| Vlag van Japan | Japan 1 | Perth, Australië januari 1993 hardcourt (i) | Perth, Australië januari 1993 hardcourt (i) | Perth, Australië januari 1993 hardcourt (i) | Zwitserland 2 | Vlag van Zwitserland |

|   |                                                                              |                                                                              | 1   | 2   | 3   |  |
| - | ---------------------------------------------------------------------------- | ---------------------------------------------------------------------------- | --- | --- | --- |  |
| 1 | Kimiko Date Manuela Maleeva-Fragniere                                        | Kimiko Date Manuela Maleeva-Fragniere                                        | 6 3 | 6 2 |     |  |
| 2 | Yasufumi Yamamoto Claudio Mezzadri                                           | Yasufumi Yamamoto Claudio Mezzadri                                           | 6 3 | 5 7 | 3 6 |  |
| 3 | Kimiko Date / Yasufumi Yamamoto Manuela Maleeva-Fragniere / Claudio Mezzadri | Kimiko Date / Yasufumi Yamamoto Manuela Maleeva-Fragniere / Claudio Mezzadri | 2 6 | 7 5 | 2 6 |  |

#### Australië – Zuid-Afrika
| Vlag van Australië | Australië 3 | Perth, Australië januari 1993 hardcourt (i) | Perth, Australië januari 1993 hardcourt (i) | Perth, Australië januari 1993 hardcourt (i) | Zuid-Afrika 0 | Vlag van Zuid-Afrika (1928-1982) |

|   |                                                         |                                                         | 1   | 2   | 3   |  |
| - | ------------------------------------------------------- | ------------------------------------------------------- | --- | --- | --- |  |
| 1 | Nicole Provis Amanda Coetzer                            | Nicole Provis Amanda Coetzer                            | 6 7 | 7 6 | 7 6 |  |
| 2 | Wally Masur Wayne Ferreira                              | Wally Masur Wayne Ferreira                              | 7 5 | 6 3 |     |  |
| 3 | Nicole Provis / Wally Masur Amanda Coetzer / Petr Korda | Nicole Provis / Wally Masur Amanda Coetzer / Petr Korda | 8 6 |     |     |  |

### Kwartfinale

#### Duitsland – Oekraïne
| Vlag van Duitsland | Duitsland 2 | Perth, Australië januari 1993 hardcourt (i) | Perth, Australië januari 1993 hardcourt (i) | Perth, Australië januari 1993 hardcourt (i) | Oekraïne 1 | Vlag van Oekraïne |

|   |                                                                 |                                                                 | 1   | 2   | 3 |  |
| - | --------------------------------------------------------------- | --------------------------------------------------------------- | --- | --- | - |  |
| 1 | Steffi Graf Natalia Medvedeva                                   | Steffi Graf Natalia Medvedeva                                   | 6 2 | 6 1 |   |  |
| 2 | Michael Stich Andrej Medvedev                                   | Michael Stich Andrej Medvedev                                   | 5 7 | 5 7 |   |  |
| 3 | Steffi Graf / Michael Stich Natalia Medvedeva / Andrej Medvedev | Steffi Graf / Michael Stich Natalia Medvedeva / Andrej Medvedev | 7 5 | 6 3 |   |  |

#### Verenigde Staten – Frankrijk
| Vlag van Verenigde Staten | Verenigde Staten 1 | Perth, Australië januari 1993 hardcourt (i) | Perth, Australië januari 1993 hardcourt (i) | Perth, Australië januari 1993 hardcourt (i) | Frankrijk 2 | Vlag van Frankrijk |

|   |                                                                       |                                                                       | 1   | 2   | 3   |  |
| - | --------------------------------------------------------------------- | --------------------------------------------------------------------- | --- | --- | --- |  |
| 1 | Mary Joe Fernández Nathalie Tauziat                                   | Mary Joe Fernández Nathalie Tauziat                                   | 6 1 | 6 7 | 6 4 |  |
| 2 | MaliVai Washington Guy Forget                                         | MaliVai Washington Guy Forget                                         | 3 6 | 4 6 |     |  |
| 3 | Mary Joe Fernández / MaliVai Washington Nathalie Tauziat / Guy Forget | Mary Joe Fernández / MaliVai Washington Nathalie Tauziat / Guy Forget | 3 6 | 2 6 |     |  |

#### Zwitserland – Spanje
| Vlag van Zwitserland | Zwitserland 0 | Perth, Australië januari 1993 hardcourt (i) | Perth, Australië januari 1993 hardcourt (i) | Perth, Australië januari 1993 hardcourt (i) | Spanje 3 | Vlag van Spanje |

|   |                                                                               |                                                                               | 1   | 2   | 3   |  |
| - | ----------------------------------------------------------------------------- | ----------------------------------------------------------------------------- | --- | --- | --- |  |
| 1 | Manuela Maleeva-Fragniere Arantxa Sánchez                                     | Manuela Maleeva-Fragniere Arantxa Sánchez                                     | 6 1 | 0 6 | 3 6 |  |
| 2 | Claudio Mezzadri Emilio Sánchez                                               | Claudio Mezzadri Emilio Sánchez                                               | 6 4 | 3 6 | 6 7 |  |
| 3 | Manuela Maleeva-Fragniere / Claudio Mezzadri Arantxa Sánchez / Emilio Sánchez | Manuela Maleeva-Fragniere / Claudio Mezzadri Arantxa Sánchez / Emilio Sánchez | 6 8 |     |     |  |

#### Australië – Tsjechië
| Vlag van Australië | Australië 2 | Perth, Australië januari 1993 hardcourt (i) | Perth, Australië januari 1993 hardcourt (i) | Perth, Australië januari 1993 hardcourt (i) | Tsjechië 1 | Vlag van Tsjechië |

|   |                                                       |                                                       | 1   | 2   | 3 |  |
| - | ----------------------------------------------------- | ----------------------------------------------------- | --- | --- | - |  |
| 1 | Nicole Provis Jana Novotná                            | Nicole Provis Jana Novotná                            | 6 1 | 6 4 |   |  |
| 2 | Wally Masur Petr Korda                                | Wally Masur Petr Korda                                | 6 7 | 4 6 |   |  |
| 3 | Nicole Provis / Wally Masur Jana Novotná / Petr Korda | Nicole Provis / Wally Masur Jana Novotná / Petr Korda | 2 6 | 6 7 |   |  |

### Halve finale

#### Duitsland – Frankrijk
| Vlag van Duitsland | Duitsland 2 | Perth, Australië januari 1993 hardcourt (i) | Perth, Australië januari 1993 hardcourt (i) | Perth, Australië januari 1993 hardcourt (i) | Frankrijk 1 | Vlag van Frankrijk |

|   |                                                           |                                                           | 1   | 2   | 3   |  |
| - | --------------------------------------------------------- | --------------------------------------------------------- | --- | --- | --- |  |
| 1 | Steffi Graf Nathalie Tauziat                              | Steffi Graf Nathalie Tauziat                              | 6 3 | 6 4 |     |  |
| 2 | Michael Stich Guy Forget                                  | Michael Stich Guy Forget                                  | 6 2 | 6 7 | 7 6 |  |
| 3 | Steffi Graf / Michael Stich Nathalie Tauziat / Guy Forget | Steffi Graf / Michael Stich Nathalie Tauziat / Guy Forget | 4 8 |     |     |  |

#### Spanje – Tsjechië
| Vlag van Spanje | Spanje 2 | Perth, Australië januari 1993 hardcourt (i) | Perth, Australië januari 1993 hardcourt (i) | Perth, Australië januari 1993 hardcourt (i) | Tsjechië 1 | Vlag van Tsjechië |

|   |                                                            |                                                            | 1   | 2   | 3   |  |
| - | ---------------------------------------------------------- | ---------------------------------------------------------- | --- | --- | --- |  |
| 1 | Arantxa Sánchez Jana Novotná                               | Arantxa Sánchez Jana Novotná                               | 6 3 | 6 3 |     |  |
| 2 | Emilio Sánchez Petr Korda                                  | Emilio Sánchez Petr Korda                                  | 3 6 | 4 6 |     |  |
| 3 | Arantxa Sánchez / Emilio Sánchez Jana Novotná / Petr Korda | Arantxa Sánchez / Emilio Sánchez Jana Novotná / Petr Korda | 3 6 | 6 3 | 7 5 |  |

### Finale

#### Duitsland – Spanje
| Vlag van Duitsland | Duitsland 2 | Perth, Australië 8 januari 1993 hardcourt (i) | Perth, Australië 8 januari 1993 hardcourt (i) | Perth, Australië 8 januari 1993 hardcourt (i) | Spanje 1 | Vlag van Spanje |

|   |                                                              |                                                              | 1       | 2   | 3 |  |
| - | ------------------------------------------------------------ | ------------------------------------------------------------ | ------- | --- | - |  |
| 1 | Steffi Graf Arantxa Sánchez                                  | Steffi Graf Arantxa Sánchez                                  | 6 4     | 6 3 |   |  |
| 2 | Michael Stich Emilio Sánchez                                 | Michael Stich Emilio Sánchez                                 | 7 5     | 6 3 |   |  |
| 3 | Steffi Graf / Michael Stich Arantxa Sánchez / Emilio Sánchez | Steffi Graf / Michael Stich Arantxa Sánchez / Emilio Sánchez | forfait |     |   |  |